# مجموعة أسيل

مجموعة الأسيل بشكل عام (أزرق) أيون «أسيليوم» (أعلى الوسط)، جذر أسيل (أعلى اليمين)، في كيتون (أعلى اليسار)، في ألدهيد (أسف اليسار)، في إستر (أسفل الوسط) في أميد (أسفل اليمين). (R^{1}, R^{2}, R^{3} = هيدروجين أو مستبدلات عضوية).

الأسيل أو مجموعة أسايل (بالإنجليزية: acyl) في الكيمياء مجموعة وظيفية تُشتقّ بإزالة عدد من مجموعات الهيدروكسيل من حمض أكسجيني بما في ذلك الأحماض العضوية.
في الكيمياء العضوية، تُشتق مجموعة الأسيل غالبًا من حمض كربوكسيلي (تسمية الاتحاد الدولي: «ألكانويل»). لذا فلهذه المجموعة الصيغة الكيميائية: « RCO-etc » حيث تمثل R مجموعة ألكيل مربوطة بمجموعة الـCO برابطة أحادية. ويُطلق المصطلح غالبًا على مركبات عضوية، ولكنّها قد تُشتقّ مبدئيًّا من أنواع أخرى من الأحماض، مثل حمض السلفونيك وأحماض الفوسفونيك. وفي الترتيب الأكثر شيوعًا، تُربَط مجموعات الأسيل إلى قطعة جزيءية أكبر منها، وفي تلك الحالة يرتبط الكربون والأكسجين برابطة ثنائية.

## مركبات الأسيل
من مركبات الأسيل المعروفة كلوريدات الأسل، مثل كلوريد الأسيل (CH3COCl) وكلوريد البنزويل (C6H5COCl). وتلك المركبات تُعتبر مصادر لكاتيونات «أسيليوم»، وهي كواشف جيّدة لإضافة مجموعات الأسيل لركازات متنوعة. ومن أصناف مركبات الأسيل الأميدات (RC(O)NR2) والإسترات (RC(O)OR’) والكيتونات (RC(O)R) والألدهيدات (RC(O)H).